# Хараре (провинция)

Провинция на карте Зимбабве

Провинция Хараре включает в себя столицу Хараре, а также два муниципалитета Эпуэрт и Читунгвизу. Провинция Хараре разделена на четыре округа. Мириам Чикуква является нынешним губернатором провинции.
Провинция Хараре имеет площадь 872 квадратных километра (337 квадратных миль), что составляет 0,22 % от общей площади Зимбабве. Это вторая наименьшая провинция страны после города-провинции Булавайо. По данным переписи 2012 года, население провинции составляло 2 123 132 человека, из которых, по оценкам, 1 606 000 живут в самом Хараре, 365 026 — в Читунгвизе, а остальные 152 116 — в Эпуорте. В общей сложности в провинции Хараре проживает 16,26 % населения Зимбабве, что делает её самой густонаселенной провинцией страны.
Провинция является ведущим политическим, финансовым, торговым и коммуникационным центром Зимбабве, а также торговым центром табака, кукурузы, хлопка и цитрусовых. Производство, включая текстиль, сталь и химикаты, также имеет экономическое значение, как и золотодобыча. В провинции находится несколько университетов, ряд ведущих профессиональных спортивных команд, а также множество исторических мест и туристических достопримечательностей.